# Bongbong Marcos
Ferdinand "Bongbong" Romualdez Marcos Jr. (født 13. september 1957) er en filippinsk politiker. Han er den 17. og nuværende præsident i Filippinerne. Han var tidligere senator fra 2010 til 2016.
Han er søn af tidligere præsident Ferdinand Marcos og tidligere førstedame Imelda Marcos.
I 2021 meddelte Marcos at han vil stille op til præsidentvalget 2022 i Filippinerne, hvilket han vandt med en jordskredssejr. Marcos fik næsten 59% af stemmerne.